# 缺血再灌流傷害
缺血再灌流傷害（Ischaemia-Reperfusion injury，又稱缺血再灌流損傷）是指在恢復血流至先前缺血的組織後，細胞功能惡化和死亡的反常現象。重建血流雖然對於挽救缺血組織至關重要，但再灌流本身卻會造成進一步的損害，威脅器官功能和存活。這種傷害可發生於多種器官，如心臟、肺、腎臟、腸道、骨骼肌和大腦，不僅影響缺血的器官本身，還可能導致對遠端器官的全身性傷害，潛在引發多系統器官衰竭。
缺血再灌流傷害是一個多因素過程，導致廣泛的組織破壞。在缺血階段，組織的氧氣、葡萄糖和其他代謝所需物質的供應不足，導致代謝功能紊亂，並在細胞水平上，缺乏三磷酸腺苷（ATP）的產生，導致細胞膜上的離子泵（如鈉/鉀和鈣泵）失靈，離子梯度消失，細胞內鈉含量上升，導致細胞水腫。此外，缺血也引起基因表達的變化，如促炎細胞因子的產生，進一步惡化組織損傷。
再灌流階段，氧化應激導致活性氧（ROS）的產生，這些ROS會造成脂質過氧化和細胞膜破壞，並激活細胞凋亡。ROS還會激活內皮細胞，導致炎症介質的產生，如細胞間粘附分子1（ICAM-1）、血管細胞粘附分子1（VCAM-1）和白細胞粘附分子1（L-選擇素），這些將介導中性粒細胞的滾動、粘附和外滲，加重組織損傷。
缺血再灌流傷害的治療策略包括缺血預處理和缺血後處理，這些策略通過調節細胞信號傳導途徑來保護組織。此外，藥物治療，如抗氧化劑、抑制炎性介質產生的藥物和抑制中性粒細胞活化的藥物，也被研究和應用於臨床。然而，目前仍缺乏明確有效的治療方法，治療缺血再灌流傷害仍是一個挑戰。

## 病理學原理
缺血組織的再灌流通常與微血管損傷有關，特別是由於毛細血管和小動脈的通透性增加，導致組織間擴散和液體過濾增加。在再灌流後，活化的內皮細胞產生的活性氧類物質增多，但一氧化氮的產生減少，這種不平衡會觸發後續的炎症反應。
炎症反應在再灌流傷害中扮演著重要角色。隨著血液的回流，白血球被帶到受損組織，釋放出大量的炎症因子，如細胞激素包括白細胞介素，以及作為組織損傷反應的自由基。。恢復的血流重新引入細胞的氧氣，雖然對細胞有修復作用，但同時也會對細胞的蛋白質、DNA和細胞膜造成損害。細胞膜的損傷可能會導致更多自由基的釋放，這些活性物質也可能通過氧化還原信號傳導，間接觸發細胞凋亡。此外，白血球可能會與小毛細血管的內皮細胞結合，阻塞血管，導致組織進一步缺血。。

### 缺血

#### ATP和線粒體功能
在缺血情況下，血液供應不足以應對正常功能需求，組織中的氧氣、葡萄糖及其他代謝所需物質供應不足。此時，代謝機能開始失調。線粒體在缺氧情況下，會通過無氧糖酵解分解糖原，產生少量的三磷酸腺苷（ATP）和乳酸。乳酸的積累導致組織pH值下降，進一步抑制ATP的生成。。隨著ATP的消耗，它會逐步分解為二磷酸腺苷（ADP）、一磷酸腺苷（AMP）和肌苷酸（IMP），最終成為腺苷、肌苷、次黃嘌呤和黃嘌呤。。
細胞層面上，ATP的缺乏導致鈉鉀泵和鈣泵等離子泵無法正常運作，細胞內外離子梯度失衡。細胞內鈉離子積累，隨之來的是細胞內水分增多，以維持滲透平衡，導致細胞水腫。為調整離子平衡，鉀離子會逃逸出細胞，進入組織間隙。鈣離子從線粒體釋放到細胞質和細胞外，激活鈣依賴的細胞質蛋白酶，如鈣蛋白酶，觸發黃嘌呤脫氫酶轉化為黃嘌呤氧化酶。此外，磷脂酶在缺血過程中被激活，降解細胞膜脂質，導致組織中脂肪酸水平上升。這些代謝異常共同加速了細胞損傷和死亡的過程。缺血階段的這些變化為再灌流時的組織破壞奠定了基礎，再灌流時的氧化應激和炎症反應進一步加劇了組織損害。

#### 基因表現
缺血不僅引發代謝混亂，還觸發大量基因表現，這些基因在組織應對缺血損傷中扮演關鍵角色。通過RNA表達微陣列分析，科學家在缺血的老鼠比目魚肌中發現了962個基因被激活，而327個基因被抑制。激活的基因主要涉及細胞因和炎症、免疫細胞浸潤的信號分子，而被抑制的基因多與能量生成相關，包括線粒體呼吸和脂肪酸氧化。
缺氧環境下，多個基因被激活，特別是轉錄因子，如活化蛋白-1（AP-1）、缺氧誘導因子-1（HIF-1）和核因子-κB（NF-κB）。其中，HIF-1進一步激活血管內皮生長因子（VEGF）、紅血球生成素和葡萄糖轉運蛋白-1等基因，這些基因在細胞對低氧環境的適應性反應中發揮重要作用。在對失血性休克的老鼠肺部研究中，HIF-1和環氧合酶-2（COX-2）的表達被發現上調。COX-2通過加速一氧化氮和前列腺素的生成，促進炎症反應，進而加劇器官損傷。。這些基因表達的變化，不僅影響缺血組織的恢復，還可能通過炎症介質的產生，影響到遠端器官，引發全身性的反應，進而影響多器官功能。在再灌流階段，這些炎症介質的過度產生，會進一步加劇組織損傷，導致缺血再灌流傷害的發生。

### 再灌流

#### 活性氧
在再灌流過程中，活性氧（ROS）對組織造成破壞性影響。缺血時，ATP的分解產生物次黃嘌呤。當組織恢復血流，分子氧的進入會觸發黃嘌呤氧化酶催化次黃嘌呤的降解，生成尿酸，並產生超氧陰離子（O2-），這是一種高度活性的自由基。超氧陰離子隨後轉化為過氧化氫（H2O2）和羥自由基（OH•）。羥自由基的主要影響是引發細胞膜脂質的過氧化，導致促炎性多不飽和脂肪酸的生成和全身釋放，並破壞細胞膜的通透性，最終導致細胞死亡。
再灌流期間，ROS還會激活內皮細胞，提高轉錄因子NF-κB的活動水平。一旦被激活，內皮細胞會產生一系列粘附分子，如E-選擇素、血管細胞粘附分子-1（VCAM-1）、細胞間粘附分子-1（ICAM-1）、內皮-白細胞粘附分子（ELAM-1）、纖溶酶原激活劑抑制劑-1（PAI-1）、組織因子和白細胞介素-8（IL-8）。
超氧陰離子在缺血肌肉組織中可被檢測到，同樣在再灌流肢體的靜脈流出液中也能被發現，表明其在骨骼肌再灌流損傷期間對遠端器官的間接損害起到一定作用。黃嘌呤氧化酶在多種細胞類型和組織中廣泛存在，表明其分布廣泛，且對氧化劑介導的缺血再灌流傷害程度不一。在缺血前使用別嘌呤醇可減少超氧陰離子的生成，從而減輕動物模型中各種組織的再灌流傷害。在人類中，研究結果也顯示出希望。一項系統評估提供了證據，表明別嘌呤醇在某些研究中有效減輕了冠狀動脈搭橋術後的心臟功能障礙和心律失常的嚴重程度，雖然還需要更大規模的臨床試驗來進一步確認。

#### 二十碳五烯酸
正如上述，ROS引發的細胞膜脂質過氧化會釋放出花生四烯酸，這是前列腺素、血栓素和白三烯生成的主要底物。這些花生四烯酸衍生物，被稱為二十碳五烯酸，在缺血再灌流傷害的病理學中扮演著重要角色。
前列腺素通過環氧合酶途徑合成，具有保護性的血管擴張作用。然而，由於前列腺素的短暫存在，其快速消耗導致無抑制的血管收縮，減少局部血流，進一步加劇缺血。前列腺素在改善缺血再灌流傷害後的代謝和組織混亂方面的潛力已在各種組織中得到驗證。在一項安慰劑對照的肝移植臨床試驗中，前列腺素的給藥顯示出改善術後移植物功能的效果。在冠狀動脈搭橋術後，接受前列腺素的患者顯示出更好的心肌耗氧量和骨骼肌缺血再灌流傷害後的肌肉血流改善。
血栓素A2在骨骼肌缺血再灌流傷害後數分鐘內升高，促進血管收縮和血小板聚集。這些事件與肺動脈壓力的迅速升高和隨後的肺微血管通透性增加相吻合，這與中性粒細胞在肺部的聚集有關。在下肢缺血再灌流傷害的動物模型中，血栓素合酶抑制劑和合成血栓素A2受體拮抗劑可防止肺部白細胞聚集，增加再灌流組織的血流，保護組織存活和功能。這些研究共同提示，血栓素A2拮抗劑可能具有治療潛力，以改善急性缺血手術後的肢體保護率。
白三烯通過5-脂氧合酶激活合成，參與缺血再灌流傷害的炎症級聯反應。白三烯通過對內皮細胞和平滑肌細胞的直接促炎作用，以及對中性粒細胞的間接作用，導致局部和全身損傷。白三烯C4、D4和E4修飾內皮細胞骨架，增加血管通透性，並增強平滑肌收縮，導致血管收縮。在遠端缺血再灌流傷害後，肺部產生白三烯。白三烯對肺微血管的直接作用導致通透性增加、暫時性肺高壓和內皮活化以產生血栓素，進一步導致血管收縮。由活化的中性粒細胞釋放的白三烯B4進一步促進肺中性粒細胞的積聚。
在動物研究中，5-脂氧合酶合成抑制劑的成功應用已減輕了缺血再灌流傷害。這些藥物消除了白三烯B4和C4的升高，抑制了通常由缺血再灌流傷害引起的中性粒細胞浸潤，減少了粘膜通透性。然而，目前尚缺乏其在臨床情境中的使用的最新信息。

#### 一氧化氮
一氧化氮（NO），由L-精氨酸透過一氧化氮合酶（NOS）催化合成，是一種重要的信號分子。NOS存在著三種型態：構成型（cNOS）、誘導型（iNOS）和內皮型（eNOS）。在缺血初期的15分鐘內，NO的初始增加是由eNOS的瞬時激活所造成。然而，在早期再灌流期間，隨著內皮功能的下降和功能性eNOS的消耗，NO生成量減少，同時活性氧的生成量增加。維護血管張力需要eNOS衍生的NO，而缺血再灌流傷害中eNOS水平的下降可能預示著組織傾向於血管收縮。再灌流后約三小時，細胞因子介導的iNOS上調導致NO生成再次激增。
在再灌流傷害中，NO的病理生理作用是多變的，取決於NO的生成條件，並且似乎是組織特異性的。有時，NO作為抗氧化劑，保護組織免受氧化應激；而在其他情況下，NO與超氧陰離子結合形成過氧亞硝酸鹽自由基，這是一種強大的脂質過氧化促進劑，對細胞膜造成破壞。最新研究通過多種技術操作NO生成，提供了大量證據表明NO在缺血再灌流傷害的病因學中起關鍵作用。心肌缺血再灌流傷害的研究結果充滿矛盾，低劑量的NO具有保護作用，而高劑量的NO則是有害的。在骨骼肌缺血再灌流傷害中，NO生成可能有害，使用非特異性NOS抑制劑抑制NOS活性顯著減少了骨骼肌損傷的嚴重程度。
然而，由於NOS抑制劑的非特異性，以及它們在不同時間點的使用增加了實驗的複雜性，因此評估藥理學NOS抑制的實驗數據存在困難。總體而言，增強NO的傳遞可能對保護組織有益，特別是在缺血和早期再灌流階段。而在再灌流的後期，抑制iNOS產生的NO生成可能防止缺血再灌流傷害引起的組織損傷。然而，在臨床環境中，通過施用NOS抑制劑系統地改變NO動力學可能會導致廣泛的生理擾動。進一步的研究將需要定義NOS抑制在減輕缺血再灌流傷害嚴重程度中的作用，可能需要通過局部施用這些抑制劑以減少全身性副作用。

#### 內皮素
內皮素是一種強效的血管收縮肽，由血管內皮細胞生成。其生成可被低氧、生長因子、血管緊張素II和去甲腎上腺素等多種因素所刺激，引發鈣離子調控的血管收縮反應。在骨骼肌的缺血及再灌流階段，內皮素-1水平均會升高，並參與調節毛細血管收縮、中性粒細胞聚集以及中性粒細胞與內皮細胞的相互作用。內皮素-1抑制劑，如波生坦和替佐生坦，能抑制中性粒細胞的浸潤，提高功能性毛細血管的密度，改善微血管灌注，從而促進組織的存活和功能恢復。然而，這些抑制劑尚未在臨床上得到廣泛應用。

#### 細胞因子
低氧和缺血再灌流傷害均誘導多種細胞因子的表達，包括腫瘤壞死因子-α（TNF-α）、白細胞介素-1（IL-1）、白細胞介素-6（IL-6）、白細胞介素-8（IL-8）和血小板激活因子（PAF），並伴隨NF-κB活性的升高。這些細胞因子被系統性釋放，對全身性炎症反應綜合徵和最終多系統器官衰竭的發展至關重要。
TNF-α是一種由活化的巨噬細胞、單核細胞、T淋巴細胞、自然殺手細胞和成纖維細胞產生的17千道爾頓促炎細胞因子。它是一種強效的趨化因子和早期反應細胞因子，隨後誘導IL-1、IL-6、IL-8和PAF的表達。在腦和骨骼肌缺血再灌流傷害期間，血清TNF-α水平升高，並已知增加肺缺血再灌流傷害後的中性粒細胞聚集和通透性。在一項主動脈夾閉的動物模型中，血清TNF-α水平迅速上升，從而誘導iNOS的上調，增加肺部NO生成，導致更嚴重的肺損傷。在同一研究中，缺血前抑制TNF-α活性可減少肺NO生成並降低缺血再灌流傷害的嚴重程度。TNF-α還可誘導ROS的生成，並通過誘導ICAM-1的表達增加血管內皮對中性粒細胞介導的損傷的易感性，這介導了中性粒細胞與激活的內皮的結合。
在動物模型中，TNF-α阻斷作為減少缺血再灌流傷害嚴重程度的治療方法的潛力得到了證實。抗TNF-α抗體在大鼠模型中通過防止微血管損傷，保護免受缺血再灌流傷害引起的肺損傷。包括依那西普和英夫利昔單抗在內的人類化抗體的引入，為治療其他TNF-α介導的炎症性疾病（包括多種關節炎和炎症性腸病）提供了令人鼓舞的結果。然而，尚未報告測試TNF-α阻斷在人體缺血再灌流傷害中療效的臨床試驗。

#### 中性粒細胞和內皮細胞的相互作用
中性粒細胞在缺血再灌流傷害引起的組織損傷中扮演關鍵角色。活化的中性粒細胞是活性氧（ROS）的主要來源，這些ROS是由膜結合的烟酰胺腺嘌呤二核苷酸磷酸（NADPH）氧化酶複合物產生的。NADPH氧化酶在將NADPH氧化為NADP+的同時，還能將分子氧還原為超氧陰離子。骨髓過氧化物酶存儲在中性粒細胞的嗜天青顆粒中，可將過氧化氫轉化為有毒的次氯酸，並能激活蛋白酶。活化的中性粒細胞還會釋放多種蛋白酶，包括基質金屬蛋白酶（MMPs），這些酶會降解基底膜和其他組織結構，加劇組織的破壞。
在缺血再灌流傷害的損傷部位，中性粒細胞的浸潤現象十分明顯。在鼠模型中，去除中性粒細胞可以減少肝臟缺血再灌流傷害的嚴重程度。中性粒細胞去除在心臟手術中被廣泛研究，作為減少術後心功能障礙的策略，但研究結果並非始終一致。有研究顯示心臟損傷標記物減少，但也有研究未能顯示出臨床相關效果。
選擇素是一組跨膜分子，出現在白細胞、活化的內皮細胞和血小板的表面。選擇素參與中性粒細胞與內皮細胞相互作用的初始階段，通常稱為“滾動”，這是其後續粘附和穿越血管壁的關鍵步驟。L-選擇素在中性粒細胞表面構成型表達，並介導中性粒細胞與內皮細胞和血小板的可逆粘附。通過抗體阻斷L-選擇素可以削弱中性粒細胞在內皮細胞上的滾動能力，並減少骨骼肌和肺部缺血再灌流傷害後的中性粒細胞浸潤。
P-選擇素存儲在血小板的α-顆粒和內皮細胞的Weibel-Palade小體中，並在血栓素、一氧化氮和補體的刺激下快速轉運至細胞表面。在再灌流後6小時，通常可以檢測到內皮P-選擇素的峰值水平。內皮P-選擇素對促進中性粒細胞沿活化內皮滾動起至關重要的作用。促炎介質激活內皮細胞，導致E-選擇素的去新合成和表達。在腎和腦缺血再灌流傷害期間，E-選擇素的表達被誘導。在內皮激活區域的E-選擇素的局部表達，促進中性粒細胞的粘附及向鄰近組織的浸潤。一項研究強調了E-選擇素在缺血再灌流傷害期間介導組織損傷的重要作用，顯示抗E-選擇素抗體減少了小鼠腦缺血再灌流傷害後的梗死範圍。

### 補體激活
補體系統的激活和沉積在缺血再灌流傷害的病態生理學中扮演著重要角色。有科學家團隊的研究顯示，再灌流骨骼肌與血漿中的補體因子B消耗相關，這暗示了補體替代途徑的激活。C5b-9複合物在缺血再灌流傷害後沉積於內皮細胞膜中，導致滲漏和細胞溶解。在雙側下肢缺血後施用可溶性補體受體（SCR1）顯著減輕肺部損傷。臨床研究結果表明，主動脈夾閉後補體激活的程度與多系統器官功能障礙的嚴重程度相關。
多種動物模型的缺血再灌流傷害研究顯示，抑制補體級聯反應可改善結果。血漿補體的消耗改善了初始血流，並減少了犬隻在缺血和延長再灌流期的肌肉壞死和損傷。補體阻斷還預防了白細胞的粘附，改善了毛細血管灌注，提高了肌肉細胞的存活率，並降低了組織滲透性指數。C5缺陷小鼠實驗提供了補體激活在缺血再灌流傷害中重要性的直接證據，與野生型動物相比，這些小鼠的組織損傷減少約50%。在中性粒細胞減少的C5缺陷動物中，補體和中性粒細胞在骨骼肌缺血再灌流傷害中的協同作用被觀察到，組織損傷的減少程度高於僅中性粒細胞減少或僅C5缺陷的小鼠。這些數據再次強調了缺血再灌流傷害引發的組織損傷的多因素性，因為補體阻斷未能完全緩解組織損傷。

### 組織破壞

#### 蛋白酶和基質金屬蛋白酶
基質金屬蛋白酶（MMPs）是一組鋅依賴性酶，主要功能是降解細胞外基質組分。這些酶及其抑制劑——基質金屬蛋白酶組織抑制劑（TIMPs）——共同調節細胞外基質的動態平衡。MMPs參與多種生物過程，如傷口愈合、牙周病、癌症轉移和血管疾病（包括動脈瘤、動脈粥樣硬化斑塊和再灌流損傷）的發展。
在腎缺血再灌流傷害中，MMP的角色尚未完全釐清。MMP-2可能在腎缺血再灌流傷害中扮演後期角色，其水平在缺血再灌流傷害後可持續高達8週。然而，MMP抑制劑（如Batimastat）並未顯著改變缺血再灌流傷害引起的腎功能障礙的嚴重程度。
有科學家進行了一項研究，通過MRI檢查急性缺血性中風患者，並探討血漿MMP-9水平與24小時後MRI測量的超高信號急性再灌流損傷標記（HARM）的相關性。研究顯示，血漿MMP-9水平升高是HARM指標升高的獨立預測因素，這支持了MMP-9水平升高與缺血性中風後血腦屏障破壞相關的假設。這些結果提示，抑制MMP-9可能是一種減少腦損傷嚴重程度的潛在策略。
實驗室研究顯示，在下肢缺血再灌流傷害後，MMP-2和MMP-9在肺組織和骨骼肌中均有局部和系統性作用，降解IV型膠原。永久缺血而無再灌流也會導致MMP-2和MMP-9的升高，這與基底膜組分IV型膠原和層粘連蛋白的破壞相關。

### 細胞凋亡
缺血再灌流傷害導致的組織破壞可能由壞死或細胞凋亡引起。細胞凋亡，即程序性細胞死亡，是一個主動過程，涉及一系列基因引導的事件，導致細胞形態學的特有變化、受控的DNA片段化，最終導致細胞死亡。氧化應激和活性氧（ROS）的生成會觸發細胞凋亡，這一過程在腦缺血再灌流傷害後可明顯觀察到。同樣，腎和心臟缺血再灌流傷害也會引發可檢測到的細胞凋亡。因此，細胞凋亡似乎在多種組織中的缺血再灌流傷害引起的細胞損傷中起著重要作用。然而，骨骼肌缺血再灌流傷害中的細胞凋亡作用仍有爭議。實驗室研究顯示，在大鼠骨骼肌細胞中未能檢測到缺血再灌流傷害後的細胞凋亡證據。這表明缺血再灌流傷害後的細胞死亡可能具有組織特異性。

### 無再流現象
無再流現象是指出現在先前缺血組織恢復血流後的微血管灌注失敗。其原因複雜，涉及多種因素。細胞因子和活化的中性粒細胞的共同作用導致微血管屏障功能障礙，使通透性增加，液體和蛋白質外漏，間質壓力升高，血管內壓力降低。此外，CD18依賴的白細胞栓塞導致後毛細血管小靜脈部分閉塞，進一步加劇無再流現象。研究顯示，中性粒細胞耗竭幾乎能完全消除心肌、大腦和骨骼肌中的無再流現象，強調了中性粒細胞在無再流現象中的關鍵作用。

## 治療方法

### 缺血預處理
缺血預處理，即在持續器官缺血前進行短暫、反覆的缺血再灌流，已被證實能有效減少組織損害。這種預處理效果不僅可以應用在目標器官，還能遠程影響其他組織。這種治療方式在移植、冠狀動脈搭橋術和選擇性大型血管手術等可預知缺血開始的場合具有潛在的應用價值。在這些情況下，手術前進行短暫的四肢缺血再灌流（持續約10分鐘）已成為研究的焦點，並顯示出減少缺血再灌流傷害潛力。
在動物模型中，研究人員探討了缺血預處理的機制，但其基本的分子途徑仍然不明確，可能因為涉及到多個信號轉導途徑。但普遍認為，短暫的缺血預處理會誘導一系列胞內激酶，這些激酶隨後會調整線粒體功能。一項使用大鼠下肢缺血再灌流傷害模型的研究表明，在60分鐘的全缺血前進行兩次10分鐘的短暫缺血再灌流能有效減少促炎性中性粒細胞-內皮相互作用。這種效果不僅在下肢本身觀察到，還在遠端組織中出現，顯示了這種現象的全身性影響。
一項小型隨機臨床試驗研究了在血管內動脈瘤修復術前進行遠程下肢缺血預處理是否能減少腎臟和心臟損傷。預處理組的受試者表現出顯著降低的腎損傷尿液生物標誌物，但由於試驗規模小，未能檢測到對臨床終點的影響。然而，在開放性腹主動脈瘤修復術中，預處理顯示出有希望的結果。遠程預處理顯著保護了術後心肌損傷、心肌梗塞和腎功能障礙。
在ST段抬高急性心肌梗塞的情況下，最近進行了一項優秀的“概念驗證”研究。參與者在救護車中被隨機分組，並在前往醫院途中接受間歇性的手臂缺血（四個5分鐘的充氣和5分鐘的放氣血壓袖帶）。主要終點是30天後冠狀動脈介入術後的心肌保留指數，通過心肌灌注成像進行測量。數據顯示，遠程缺血預處理在入院前提高了心肌保留。進一步的研究將需要確認遠程預處理對臨床結果的影響，但這種治療方法目前顯示出極其潛力。

### 缺血後處理
缺血後處理是指在再灌流早期階段進行快速、連續的血流中斷。這種方法特別適合無法預知初始缺血損傷的情況，因此無法進行預處理。通過動物模型，已經成功展示出這種處理方式能夠減輕多個器官的損傷，包括心臟、脊髓、大腦、腎臟、肝臟、肌肉、肺和腸道。
在大鼠下肢缺血模型中，研究發現，在腹主動脈夾閉後進行缺血後處理（包括六次夾閉和放鬆，每次10秒），能顯著降低系統性炎症反應的強度，並減輕遠端肺和腎臟的損傷。在另一項類似研究中，60分鐘的腹主動脈夾閉後，進行四次再灌流與缺血的間歇（每次15秒），能有效減少活性氧的生成、中性粒細胞-內皮激活及細胞因子的生成。
根據動物實驗模型，缺血後處理在減少血管手術後的再灌流損傷方面顯示出希望，特別是在主動脈手術和血管重建手術後，例如動脈瘤修復和側支搭橋。一些臨床研究也支持這些結果，儘管主要集中在心臟缺血再灌流傷害方面。然而，夾閉和再灌流的持續時間對於保護效果至關重要，進一步的研究需要確定一個有效的算法以規劃在重大缺血損傷後的治療策略。

### 揮發性麻醉藥的條件效應
麻醉藥已被廣泛證明能減少心肌缺血再灌流期間的組織損傷。然而，關於預處理、缺血期間的條件作用和後處理對麻醉藥顯著心臟保護作用的貢獻，存在著相互矛盾的證據。麻醉藥誘導的保護機制和信號轉導途徑是當前研究的重點。一項蛋白質組學研究顯示，揮發性麻醉藥（如異氟烷、七氟烷或地氟烷）在大鼠心肌中誘導了106種蛋白質表達的持久變化。有證據表明，抑制線粒體通透性孔的打開可能是麻醉藥誘導預處理的關鍵機制。揮發性麻醉藥在再灌流階段抑制冠狀動脈中的中性粒細胞粘附，從而抑制活化中性粒細胞在缺血後組織中的炎症作用，這也是揮發性麻醉藥誘導後處理機制的一部分。
關於揮發性麻醉藥在心臟手術中的心臟保護作用，有大量臨床證據支持。一項元分析比較了揮發性麻醉和非揮發性麻醉在冠狀動脈搭橋術中的效果，顯示接受揮發性麻醉的患者心臟功能指標顯著更高，血清肌鈣蛋白I濃度更低，對正性肌力藥物的需求也更低。最近的一項大型多中心研究提供了充分的證據，表明揮發性麻醉顯著降低了冠狀動脈搭橋術後的死亡率。目前尚無揮發性麻醉劑在心臟缺血再灌流傷害以外的血管手術環境中的保護作用的證據，但同樣值得進一步研究。

### 藥物治療
多種藥物療法已在動物模型和臨床試驗中進行了測試，以期減少缺血再灌流傷害。然而，儘管動物研究顯示了許多藥物的潛在效應，但在臨床試驗中，這些藥物的效應通常未能達到預期的顯著性。一項考科藍評估調查了在血管控制下進行肝臟切除手術期間，減少缺血再灌流傷害的藥物療法。他們從15項隨機試驗中分析了11種不同的藥物療法，包括甲基強的松、抗氧化維生素混合物、維生素E、氨吡酮、前列腺素E1、五氧苯黃酮、甘露醇、曲美他嗪、葡萄糖、別嘌醇和血栓素A2合成酶抑制劑。雖然一些藥物改善了肝酶水平，但對死亡率、肝功能衰竭或圍手術期並發癥率的影響並不明顯。
另一項考科藍評估調查了前列腺素E1、五氧苯黃酮、多巴胺、烏林他丁、甘泰勒、七氟醚和丙泊酚在肝臟缺血再灌流傷害中的效果，同樣發現這些藥物對於死亡率、肝功能衰竭或圍手術期並發癥率的影響並不顯著。
然而，他汀類藥物在臨床實踐中的應用受到了廣泛的歡迎，且有大量實驗和臨床證據表明，他汀類藥物可以減少多種環境中的缺血再灌流傷害。他汀類藥物可以抑制缺血再灌流傷害引發的炎症反應，包括抑制NF-κB的活性，從而減少基質金屬蛋白酶、粘附分子和細胞因子的基因表達。他汀類藥物還能阻止活化的中性粒細胞與內皮細胞表面受體結合，並抑制中性粒細胞分泌基質金屬蛋白酶。在內皮細胞中，他汀類藥物可以增加eNOS mRNA的表達並激活eNOS蛋白，同時抑制內皮素-1的表達。這些效應總體上減輕了缺血再灌流傷害期間的組織損傷。
在大鼠下肢缺血再灌流傷害模型中，缺血前一周使用辛伐他汀預處理被證明可以顯著保護骨骼肌和遠端器官，包括肺和腎臟。
在臨床環境中，他汀類藥物在不同類型的血管手術患者中的效果已經被評估。在頸動脈狹窄症狀患者中，接受頸動脈內膜切除術的患者如果服用他汀類藥物，術後結果略優於未服用他汀類藥物的患者，儘管差異不大。在周圍動脈疾病患者的下肢旁路手術中，他汀類藥物可能對手術期間的缺血再灌流傷害有保護作用，儘管結果有些矛盾，但1年死亡率有所降低。對於他汀類藥物對腹主動脈瘤修復術後併發症的影響，證據尚不明確，但一項回顧性觀察研究顯示，長期服用他汀類藥物可以降低全因死亡率。然而，他汀類藥物在防止和治療缺血再灌流傷害中的確切作用仍需進一步的臨床研究來確認。